# Norton Crag
Norton Crag är en kulle i Antarktis. Den ligger i Östantarktis. Nya Zeeland gör anspråk på området. Toppen på Norton Crag är 1 204 meter över havet.
Terrängen runt Norton Crag är huvudsakligen kuperad, men västerut är den platt. Trakten är obefolkad. Det finns inga samhällen i närheten.